# Vysoká, Bruntál
Vysoká là một làng thuộc huyện Bruntál, vùng Moravskoslezský, Cộng hòa Séc.